# 徳永智加来
徳永 智加来（とくなが ちから、 2003年9月26日 - ）は、日本の俳優である。大阪府出身。アミューズ所属。身長180cm。

## 来歴
2017年、第30回ジュノン・スーパーボーイ・コンテストでDDセルフプロデュース賞を受賞。 
2023年9月、アミューズに所属。

## 人物
趣味は映画鑑賞。特技は サッカー・英語・殺陣・乗馬。

## 出演

### テレビドラマ
- 大奥S2 第17回（2023年11月14日-NHK）
- マルス-ゼロの革命-（2024年1月23日 - 3月19日、テレビ朝日）- 加我玲央 役
- 素晴らしき哉、先生!（2024年8月18日 - 10月6日、朝日放送テレビ・テレビ朝日） - 真中翔平 役[2][3][4]
- あおぞらビール 第3週（2025年6月、NHK）

### 映画
- 恋わずらいのエリー（2024年3月15日公開、松竹）
- もういちどみつめる（2025年11月22日公開予定、渋谷プロダクション） - 健二 役[5]

### ショートムービー
- エモいショートムービー「初恋告白部」（2024年1月12日配信）

### CM
- 株式会社ザ・キッス　ペアジュエリーブランド 「THE KISS」（2025年）[6]

## その他
- シチズン時計「CITIZEN NEW LIFEキャンペーン」（2025年）